# Glatt (rijeka)
Glatt je švicarska rijeka. Od izvora do ušća duga je oko 38,5 km.

## Galerija
- Glatt kod jezera Greifensee
- Rümlang/Oberglatt
- Most kod Oberglatta
- Grubenmann-most preko Glatta, iz 1767. godine